# Palaeomolis validus
Palaeomolis validus là một loài bướm đêm thuộc phân họ Arctiinae, họ Erebidae.